# Elezioni presidenziali in Bulgaria del 2021
Le elezioni presidenziali in Bulgaria del 2021 si sono tenute in due turni, visto che nessuno due candidati più votati ha ottenuto la maggioranza assoluta dei voti. Il primo turno è avvenuto il 14 novembre, in concomitanza con le terze elezioni parlamentari del paese nel solo 2021, mentre il secondo turno, quello di ballottaggio, è avvenuto il 21 novembre. Esse hanno visto lo scontro elettorale fra Rumen Radev, Indipendente sostenuto dal Partito Socialista Bulgaro, e Anastas Gerdzhikov, Indipendente sostenuto da Cittadini per lo Sviluppo Europeo della Bulgaria

## Risultati
| Rumen Radev           | Indipendente (Sostenuto dal Partito Socialista Bulgaro)                      | 1 322 385 | 49,42 | 1 539 650 | 66,72 |  |  |  |
| Anastas Gerdzhikov    | Indipendente (Sostenuto da Cittadini per lo Sviluppo Europeo della Bulgaria) | 610 862   | 22,83 | 733 791   | 31,80 |  |  |  |
| Mustafa Karadayi      | Indipendente (Sostenuto dal Movimento per i Diritti e le Libertà)            | 309 681   | 11,57 |           |       |  |  |  |
| Kostadin Kostadinov   | Rinascita                                                                    | 104 832   | 3,92  |           |       |  |  |  |
| Lozan Panov           | Indipendente (Sostenuto da Bulgaria Democratica)                             | 98 488    | 3,68  |           |       |  |  |  |
| Altri <1,0%           | (18 candidati)                                                               | 168 901   | 6,31  |           |       |  |  |  |
| Nessuno dei candidati | Nessuno dei candidati                                                        | 60 786    | 2,27  | 34 169    | 1,48  |  |  |  |
| Totale                | Totale                                                                       | 2 675 935 | 100   | 2 307 610 | 100   |  |  |  |
|                       |                                                                              |           |       |           |       |  |  |  |
| Voti non validi       | Voti non validi                                                              | 9 487     | 0,35  | 3 909     | 0,17  |  |  |  |
| Votanti               | Votanti                                                                      | 2 685 422 | 40,27 | 2 311 519 | 34,64 |  |  |  |
| Elettori              | Elettori                                                                     | 6 667 895 |       | 6 672 935 |       |  |  |  |